# 平额石扇蟹
平额石扇蟹（学名：Epixanthus frontalis）为團扇蟹科石扇蟹属的动物。分布于日本、菲律宾、新喀里多尼亚、澳大利亚、泰国、马来群岛、印度、斯里兰卡、红海、非洲东岸、台湾岛以及中国大陆的广西、广东等地，生活环境为海水，一般栖息于低潮线的沙质或具卵石的沿岸带。